# Bogdan Krawiec
Bogdan Krawiec (ur. 6 czerwca 1944 w Piotrkowie Trybunalskim, zm. 12 marca 2003 w Szczecinie) – polski profesor nauk ekonomicznych, specjalista w zakresie badań operacyjnych, rachunku prawdopodobieństwa i statystyki matematycznej, nauczyciel akademicki

## Życiorys
Bogdan Krawiec uczęszczał do szkoły podstawowej i liceum ogólnokształcącego w Piotrkowie Trybunalskim. W 1962 rozpoczął naukę w Studium Nauczycielskim nr 1 w Łodzi na kierunku matematyczno-fizycznym; studium ukończył w 1964. W latach 1965–1969 studiował na kierunku fizyka teoretyczna na Wydziale Matematyki, Fizyki i Chemii Uniwersytetu Łódzkiego, otrzymując dyplom magistra.
1 października 1969 podjął pracę w Wyższej Szkole Rolniczej w Szczecinie na stanowisku asystenta, a następnie starszego asystenta w Zakładzie Matematyki. W 1976 obronił pracę doktorską Optymalizacja struktury produkcji roślinnej przy wykorzystaniu programowania stochastycznego na Wydziale Rolniczym Akademii Rolniczej w Szczecinie i uzyskał stopień doktora nauk rolniczych – specjalność ekonometria. W latach 1985–1986 odbył sześciomiesięczny staż na Uniwersytecie we Florencji, a w 1990 przez trzy miesiące prowadził tam wykłady z metod modelowania i optymalizacji w rolnictwie oraz leśnictwie. Współpracował z zagranicznymi ośrodkami naukowymi, głównie we Włoszech i RFN.
W 1986 na Wydziale Rolniczym Akademii Rolniczej w Szczecinie otrzymał stopień doktora habilitowanego nauk rolniczych w zakresie ekonometrii na podstawie rozprawy habilitacyjnej Sterowanie produkcją roślinną w przedsiębiorstwie rolnym. W 1993 otrzymał tytuł profesora nauk ekonomicznych.
Został pochowany 17 marca 2003 na Cmentarzu Centralnym w Szczecinie (kw. 25D-5-15). Pozostawił żonę Danutę Markiewską-Krawiec i córkę Monikę Sylwię Krawiec.

## Praca zawodowa
Bogdan Krawiec w latach 1989–1992 kierował Zakładem Statystyki Matematycznej, a w latach 1993–2002 był kierownikiem Katedry Statystyki Matematycznej na Wydziale Ekonomiki i Organizacji Gospodarki Żywnościowej Akademii Rolniczej w Szczecinie. Był wieloletnim członkiem Senatu tej uczelni. Pracował ponadto Instytucie Badań Systemowych PAN w Warszawie (1980–1996), był członkiem Rady Naukowej tego Instytutu (1996–1998). W 1992 został zatrudniony na drugim etacie na Politechnice Szczecińskiej, gdzie kierował Zakładem Analizy Systemowej. Od 31 grudnia 1998 był pracownikiem Politechniki Szczecińskiej (na pierwszym etacie), pełniąc funkcję kierownika zorganizowanej przez siebie Katedry Inżynierii Finansowej i Systemów Wspomagania Decyzji na Wydziale Informatyki. Od 1996 był członkiem Senatu Politechniki Szczecińskiej. W 1998 został wybrany na członka zagranicznego Centro Studi di Estimo e di Economia Territoriale (Ce.S.E.T.) we Włoszech.

## Badania naukowe
Prowadził badania nad wykorzystaniem metod programowania stochastycznego w planowaniu produkcji przedsiębiorstw rolnych. Udowodnił, że nieznaczne obniżenie wartości oczekiwanej dochodu w stosunku do maksymalnej wartości oczekiwanej dochodu z produkcji roślinnej i jednoczesna minimalizacja wariancji dochodu powodują znaczne ograniczenie ryzyka w produkcji roślinnej przedsiębiorstwa. Ponadto przebadał typy rozkładu plonów w przedsiębiorstwach rolnych Pomorza Zachodniego oraz oszacował parametry rozkładu plonów i macierz kowariancji plonów czternastu głównych upraw tego regionu. Innym nurtem badań profesora B. Krawca były zagadnienia ryzyka w planowaniu produkcji przedsiębiorstw rolnych. Opracował oryginalną metodę planowania rezerw pasz w przedsiębiorstwach rolnych, oszacował współczynniki ryzyka oraz wielkość niezbędnych rezerw w zakresie pasz objętościowych i zbóż paszowych dla regionu Pomorza Zachodniego. Skwantyfikował wielkość wpływu wahań plonów w wybranych przedsiębiorstwach rolnych województwa szczecińskiego na ryzyko w produkcji mleka. Oszacował rozkład prawdopodobieństwa występowania przymrozków wiosennych dla oceny zagrożenia roślin ciepłolubnych, określił wielkość wpływu opadów, średnich temperatur miesięcznych oraz długości zalegania pokrywy śnieżnej na plony wybranych roślin Pomorza Zachodniego. Opublikował 70 prac naukowych, w tym kilka książek.

## Wybrane publikacje
- Sterowanie produkcją roślinną w przedsiębiorstwie rolnym. Wyd. Uczelniane AR w Szczecinie Szczecin 1975. Seria Rozprawy
- Metody optymalizacji w rolnictwie. PWN Warszawa-Łódź 1991
- Un’applicazione delle tecniche multicriteriali alla pianificazione dell’azienda forestale. Wyd. Uniw. Florencji 1991 (wsp. Iacopo Bernetti, Leonardo Casini)
- Opcje na giełdach towarowych w Polsce. Wyd. Nauk. PWN Warszawa 2002. ISBN 8301137002 (wsp. Monika Krawiec)